# George Ormsby-Gore (3e baron Harlech)
George Ralph Charles Ormsby-Gore, (21 janvier 1855 - 8 mai 1938), est un soldat britannique et député conservateur.

## Jeunesse et formation
Il est le fils de William Ormsby-Gore (2e baron Harlech) et de Lady Emily Charlotte Seymour, et fait ses études au Collège d'Eton et au Collège militaire royal de Sandhurst .

## Carrière militaire
Il sert dans l'armée régulière en tant que lieutenant dans les Coldstream Guards de 1875 à 1883. Il sert plus tard dans le Shropshire Yeomanry, devenant son commandant en tant que lieutenant-colonel de 1902 à 1907, et colonel honoraire en 1908. Il commande les gardes gallois pendant la Première Guerre mondiale en 1915 . Il est président de l'Association de l'armée territoriale de Salop.

## Carrière politique
Il est élu à la Chambre des communes pour Oswestry dans une élection partielle en mai 1901, un siège qu'il occupe jusqu'en 1904 quand il succède à son père comme troisième baron Harlech et entre à la Chambre des lords.
Lord Harlech est juge de paix pour les comtés de Leitrim et Shropshire et haut shérif de Leitrim en 1885. Il est nommé lieutenant adjoint du Merionethshire en 1896 et du Shropshire en 1897.
Harlech est Lord Lieutenant de Leitrim de 1904 à 1922 et Lord Lieutenant du Merionethshire de 1927 à 1938, ainsi que Constable du Château de Harlech de 1927 jusqu'à sa mort. De 1926 à 1938, il est Grand Maître Provincial de la Franc-Maçonnerie dans le Shropshire et membre de la Loge de St. Oswald (n ° 1124), qui est maintenant également connue sous le nom de Harlech Lodge of Perfection.
Harlech est chevalier de l'ordre de Saint-Jean de Jérusalem et reçoit une décoration territoriale le 2 septembre 1910. Il est nommé Compagnon de l'Ordre du Bain (CB) dans les honneurs d'anniversaire de 1923 et est promu chevalier commandeur (KCB) dans les honneurs de la nouvelle année 1936 .

## Vie privée
Lord Harlech épouse Lady Margaret Ethel Gordon, fille de Charles Gordon (10e marquis de Huntly), le 25 juillet 1881. Ils ont un enfant: 
- William Ormsby-Gore (4e baron Harlech) (né le 11 avril 1885, décédé le 14 février 1964)

Harlech meurt en mai 1938, âgé de 83 ans, et est remplacé dans la baronnie par son fils. Lady Harlech est décédée en 1950. Le couple est enterré dans le cimetière paroissial de Selattyn près d'Oswestry. Leur maison du sud de l'Angleterre était Tetworth Hall à Ascot dans le Berkshire.